# Austrobdella californica
Austrobdella californica är en ringmaskart som beskrevs av Burreson 1977. Austrobdella californica ingår i släktet Austrobdella och familjen fiskiglar. Inga underarter finns listade i Catalogue of Life.